# 聚星樓

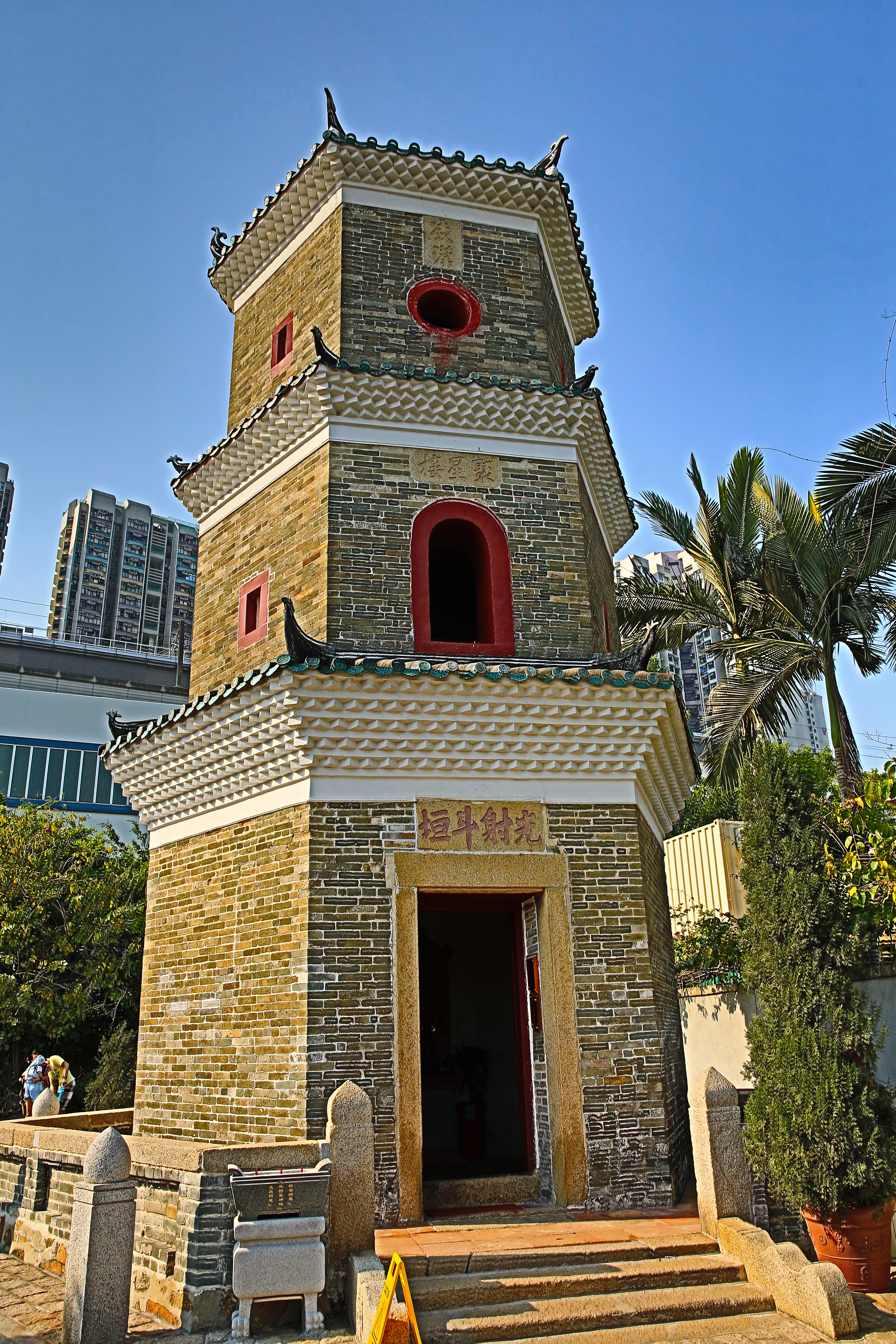
聚星樓

聚星樓（英語：Tsui Sing Lau Pagoda），又名魁星，當地人稱它為「文塔」，位於香港新界元朗屏山上璋圍北面，與相鄰的天水圍站相距不足50米，原為新界原居民五大家族之一的屏山鄧氏的人所興建，有逾600年歷史，為香港法定古蹟。它原有7層，因颱風所以只剩下3層。

## 名字由來
據鄧族父老相傳，當地立村之時，風水先生曾指出當地依山環水，定必子孫繁衍而千年不衰。唯不足之處是，1)青山尖而高大，旺火為忌，宜多水而濟之；2)而西北缺口，北煞傷人，將來鄧族文官升堂，自有擋煞之法。但至於何謂「文官升堂」，當地風水先生只答曰：「天機不可盡泄」。
於明朝洪武15年（1382年），屏山鄧族第七世祖寧國府正堂鄧彥通受封，在上任升堂的第一天晚上，他夢見故鄉西北角上空星光燦爛，但群星突然落下，聚集於西北的河口。鄧彥通夢中驚醒，並想起立村時風水師傅的說話， 回顧始祖至他雖已經七代，但總共只有12個男丁，而其中竟有4人早逝。鄧彥通心中不安，於是聘請風水師傅謀求擋煞之法。師傅說：「貴村之立村先師果然學問不凡。大人升堂而群星來會，應建樓以聚之，藉助於眾星，自有雷霆萬鈞之威而北煞服焉。苟有文筆而無掌筆之才，不為用也！」鄧彥通恍惚大悟，於是在此建立了七級浮屠（即佛塔），恭奉文武諸神，擋北煞，鎮水災。果然，鄧彥通以後的七代人，發了22個男丁，當中10人另建圍村，有幾位做了壽官，有兩位建了二公祠，有的長壽達八十多歲、九十多歲，鄧氏家族在屏山的男丁有1,500多人。鄧氏在明清兩代人才輩出，每能在科舉中金榜題名，士人及當官者不計其數，族人相信是塔恭奉的文曲星庇佑，故族人亦稱此塔為「文塔」。

## 相片

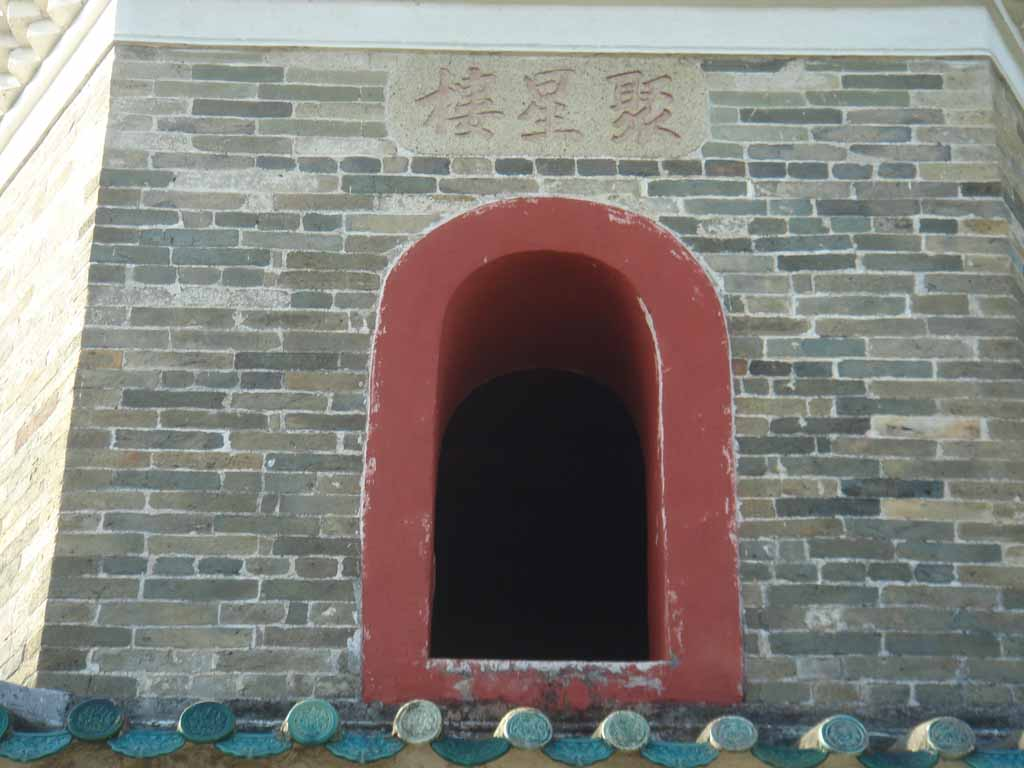
聚星樓中層 聚星樓
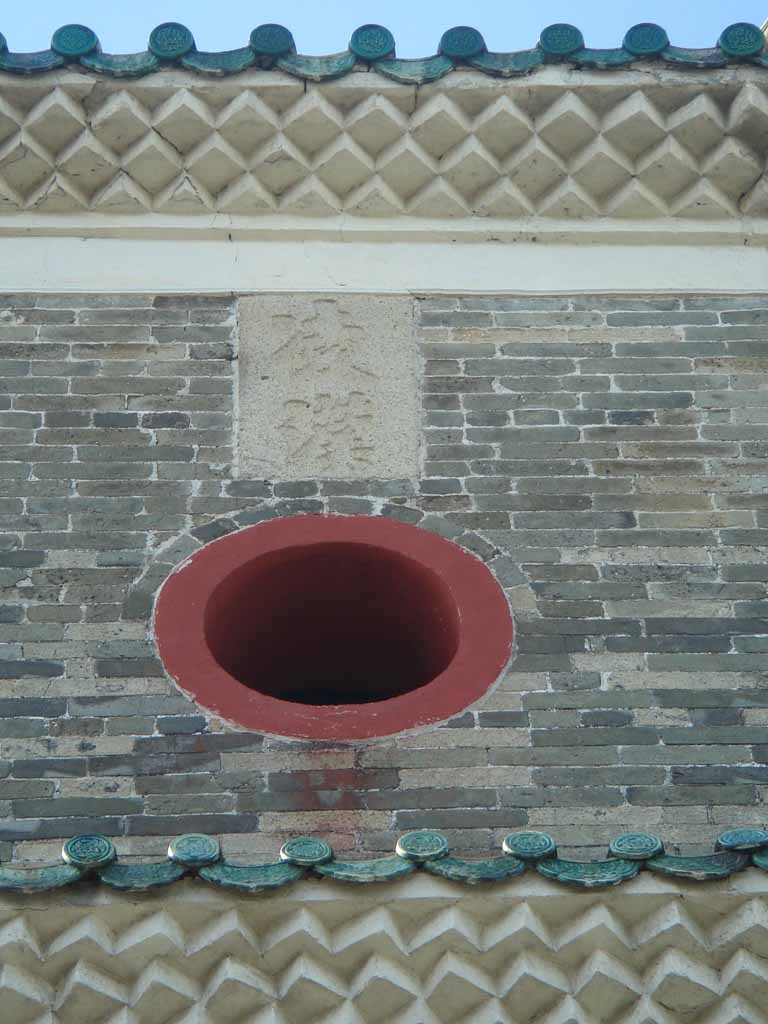
聚星樓頂層 凌漢
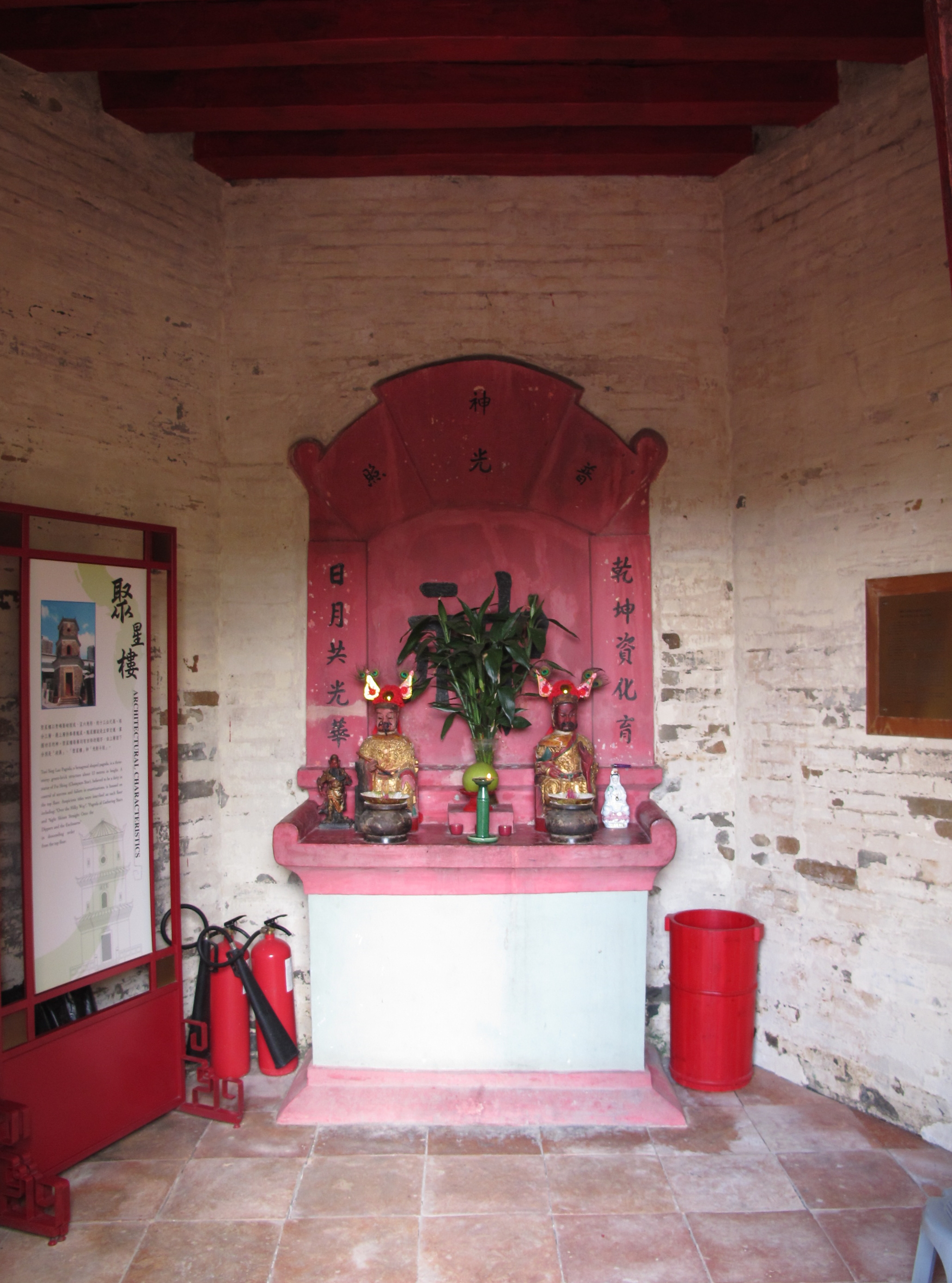
聚星樓底層 內貌
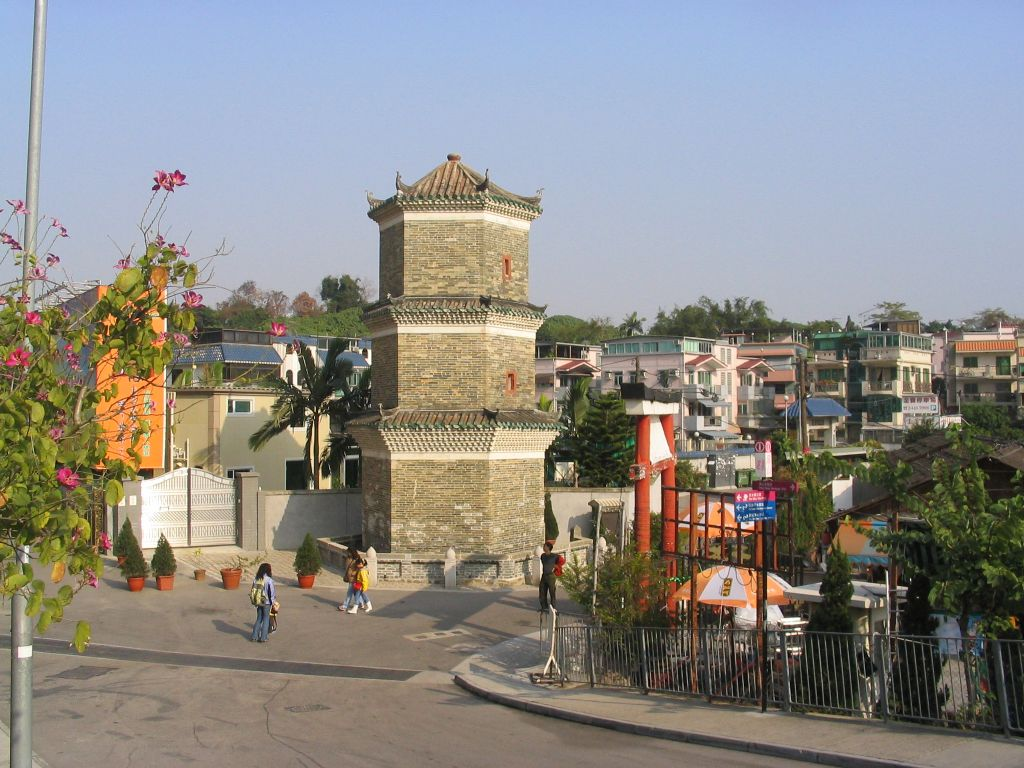
聚星樓外觀 背面

## 開放時間
- 每日上午9時至下午1時；下午2時至5時。
- 逢星期二、聖誕日、聖誕翌日、元旦日及農曆年初一至初三休息。

## 外部連結
- 屏山文塔聚星樓
- 屏山文物徑及聚星樓
- 屏山古塔為什麼叫「聚星樓」
- 元朗屏山文物徑聚星樓
- 古物古蹟辦事處 — 法定古蹟：聚星樓 （页面存档备份，存于）
- 元朗的聚星樓之影像(2009年3月) （页面存档备份，存于）